# Jay L. Johnson
Jay L. Johnson, ameriški admiral, * 5. junij 1946, Great Falls, Montana.